# Servicio de Salud Ñuble
El Servicio de Salud Ñuble (SSÑ), es el único servicio de salud del Sistema Nacional de Servicios de Salud en la región de Ñuble, y uno de los 29 existentes a nivel nacional. Su área de influencia comprende las 21 comunas de la región de Ñuble con una población cercana a los 500 000 habitantes. Su sede se encuentra en calle Bulnes #502, Chillán y, la actual directora es la Ingeniera Elizabeth Abarca Triviño.
Entre los principales hospitales de la red se encuentran el Herminda Martin de Chillán y el Dr. Benicio Arzola Medina de San Carlos.

## Red hospitalaria

### Provincia de Diguillín
- Hospital Clínico Herminda Martin Mieres de Chillán.
- Hospital Familiar de Bulnes de Bulnes.
- Hospital Familiar de El Carmen de El Carmen.
- Hospital Familiar de Yungay de Yungay.

### Provincia de Itata
- Hospital Familiar de Coelemu de Coelemu.
- Hospital Familiar de Quirihue de Quirihue.

### Provincia de Punilla
- Hospital Dr. Benicio Arzola Medina de San Carlos.